# 무쓰노촌
무쓰노촌(睦野村)은 에히메현 온센군에 설치된 촌이다.